# Округ Хардин (Илиноис)
Округ Хардин (енгл. Hardin County) је округ у америчкој савезној држави Илиноис.

## Демографија
По попису из 2010. године број становника је 4.320, што је 480 (-10,0%) становника мање 2000. године.
| Група             | 2000.         | 2010.         |
| Белци             | 4.554 (94,9%) | 4.171 (96,6%) |
| Афроамериканци    | 132 (2,8%)    | 13 (0,3%)     |
| Азијати           | 24 (0,5%)     | 22 (0,5%)     |
| Хиспаноамериканци | 51 (1,1%)     | 56 (1,3%)     |
| Укупно            | 4.800         | 4.320         |